# Sphenomorphus nigrolineatus
Espèce
Synonymes
- Lygosoma nigrolineatum Boulenger, 1897
- Sphenomorphus nigrolineata (Boulenger, 1897)

Statut de conservation UICN

 LC  : Préoccupation mineure
Sphenomorphus nigrolineatus est une espèce de sauriens de la famille des Scincidae.

## Répartition

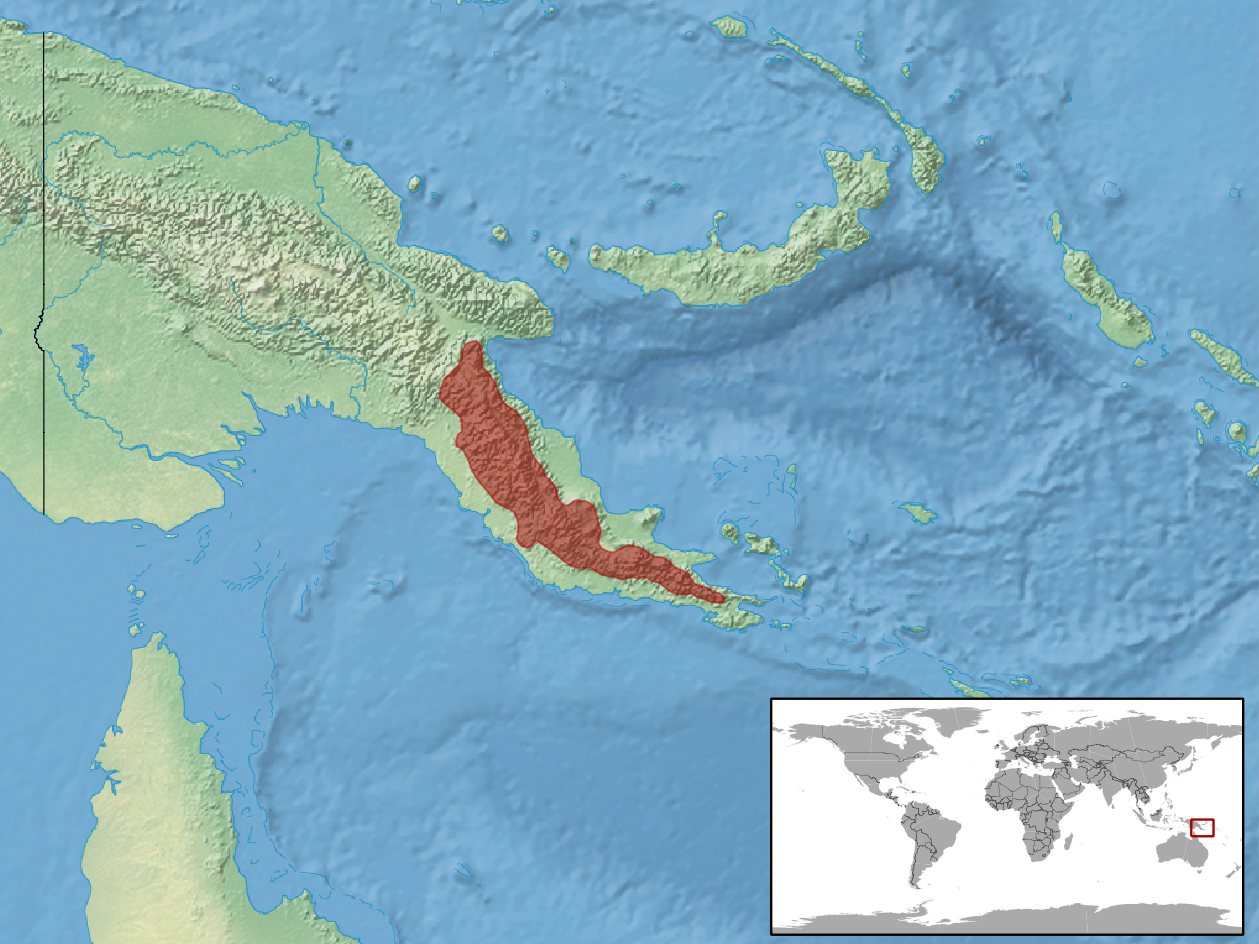
Répartition de l'espèce.

Cette espèce est endémique de la chaîne Owen Stanley dans le sud-est de la Papouasie-Nouvelle-Guinée.

## Publication originale
- Boulenger, 1897 : Descriptions of new lizards and frogs from Mount Victoria, Owen Stanley Range, New Guinea, collected by Mr. A. S. Anthony. Annals and Magazine of Natural History, sér. 6, vol. 19, p. 6-13 (texte intégral).